# Тито Виланова
Франсеск „Тито“ Виланова и Байо (на испански: Francesc „Tito“ Vilanova i Bayó) е испански футболист и треньор, играл като централен полузащитник. Известен е като треньор на ФК „Барселона“ след напускането на Хосеп Гуардиола от 2012 г. до 2013 г.

## Биография и футболна кариера
Тито Виланова е роден на 17 септември 1968 г. в Белкайре, Жирона, Каталония.
През 1984 г. става част от ФК „Барселона“, като играе в юношеския отбор като полузащитник. От 1988 г. става част от младежката формация на клуба, но прекарва там 2 години. След ФК „Барселона Б“, играе за Фигуерес, Селта Виго, Бадахос, РКД Майорка, Лейда, Елче КФ и Граменет, където играе до 2001 г. и слага край на футболната си кариера.

## Треньорска кариера
Кариерата на Виланова започва в Палафрюгел през 2003 г., като води отбора 1 сезон. През 2007 г. се завръща във ФК „Барселона Б“ като помощник-треньор, а от 2008 г. до 2012 г. е вече част от ФК „Барселона“ като помощник-треньор на Хосеп Гуардиола, когато отборът печели 14 трофея. През 2012 г. става старши треньор на клуба, като замества именно Гуардиола. Като старши треньор има 60 мача, 43 победи, 9 равенства и 8 загуби. През този период, през сезон 2012/2013 става известен и като “Мистър 100”, защото под негово ръководство отборът печели титлата със 100 точки.

## Здравословни проблеми и смърт
През 2011 г. на Виланова му откриват тумор на гърлото и на 22 ноември същата година лекарите го отстраняват оперативно. На 19 декември 2012 г. обаче ракът се възобновява и на следващия ден, 20 декември претърпява втора операция, тъй като изпада в много тежко състояние. През януари 2013 г. заминава за Ню Йорк, за да се лекува, а 2 месеца по-късно - през март се завръща във ФК „Барселона“. Няколко месеца по-късно, на 19 юли 2013 г. тогавашният президент на ФК „Барселона“ Сандро Росел обявява, че Виланова окончателно се оттгеля от поста си, за да продължи с лечението си.
Тито Виланова умира на 25 април 2014 г. от рак на околоушната слюнчена жлеза на 45-годишна възраст. Малко преди смъртта си, претърпява операция на стомаха, но ракът е във финалната си фаза и продължава да прогресира в тялото му.